# Авраамий (Венгерский)
Авраамий (Венгерский) (в миру Венгерский Алексей Иванович; около 1632 — после 1702) — представитель русского старообрядчества, инок и духовный писатель.

## Биография
Родился в Тобольске. Его отец Криштоп (в православном крещении Иван), имел литовские корни и происходил из  Березовского повета. Во время похода на Москву польского королевича Владислава (в военной кампании 1616 года), он был пленён в Медынском уезде и в 1618 году сослан в Тобольск, где служил в казацких войсках, став атаманом. Здесь у него родился сын Алексей. В 1634—1635 годах его отец был приказчиком Нижне-Ницынской слободы.
В 1647—1648 годах Алексей был определён в тобольские дети боярские, в конце 1650-х годов принял монашество в Кодском (Кондинском) Троицком монастыре. Здесь он сблизился с иеромонахом Иваном Кодским, по поручению которого ездил в Москву с прошениями о монастырских нуждах. В конце 1667 — начале 1668 года Авраамий появился в Тобольске, откуда из-за религиозных разногласий с властями был сослан в туруханский Мангазейский монастырь. По возвращении из него, вместе с Иваном Кодским перебрался в принадлежавшую Кодскому монастырю Троицкую пустынь (Кондинскую заимку) на реке Исеть, которая превратилась в один из главных центров зауральского староверчества. В 1682 году вместе с Иваном Кодским Авраамий оказался в Утяцкой слободе Тобольского уезда, где в конце декабря этого же года произошло массовое самосожжение старообрядцев в ответ на стрелецкое восстание в Москве. После этого Авраамий и Кодский скрывались на реке Ирюм в Тюменском уезде, а около 1687 года перебрались на острова в Бахметских болотах возле местечка Дальние Кармаки на реке Кармак. В эти годы Авраамий установил связь с видным донским расколоучителем иеромонахом Феодосием (впоследствии переехавшим в слободу Ветка — один из центров старообрядчества в XVII-XVIII веках).
В конце декабря 1701 года скиты Авраамия на болотах были разгромлены, а сам он арестован. Вместе с конфискованной библиотекой из рукописных и старопечатных книг его доставили в Тюмень, откуда он вскоре бежал и вернулся на Ирюм, в свою старую пустынь, где умер в деревне Ильина. Тело Авраамия по его завещанию было перевезено на Дальние Кармаки и похоронено на острове рядом с могилой Ивана Кодского, куда еще долгие годы совершались массовые паломничества окрестных старообрядцев.